# Helena Moreno
Helena Moreno, född 28 februari 1989 i Luanda, är en angolansk skådespelare, programpresentatör och lärare.  Hon har deltagit i flera såpoperor i den angolanska televisionen.

## Biografi
Morenos föräldrar var fattiga och hon växte upp i en kåkstad i Luanda. Redan vid tretton års ålder fick hon en biroll i den angolanska såpoperan Revira Volta. Några år senare blev Moreno skådespelare i TV-serien Doce Pitanga (söta körsbär), vilket ledde till att hon blev programpresentatör. 2012 spelade hon Mariza Lemos i telenovelan Windeck, som fick Emmypriset 2013.
Moreno är utbildad lärare och arbetar på den amerikanska skolan i Luanda och undervisar i portugisiska.

## Filmografi

### Television
| År   | Telenovela        | Roll                     |
| ---- | ----------------- | ------------------------ |
| 2002 | Revira Volta      | en statist               |
| 2009 | Doce Pitanza      | Weza Henriques Pereira   |
| 2012 | Windeck           | Mariza Lemos Vasconcelos |
| 2013 | Anfíbia           | Ms Toadway               |
| 2014 | Senhores do Areal | en flicka                |